# ベルベ
有限会社ベルベ（英語: Bell-be）は、徳島県徳島市仲之町に本社を置く冠婚葬祭の企業である。

## 沿革
- 1969年（昭和44年）4月 - 設立[1]。
- 2006年（平成18年） - 南田宮で建設中の葬祭場を巡り反対運動が起こり、全国的に取り上げられた。

## 施設一覧

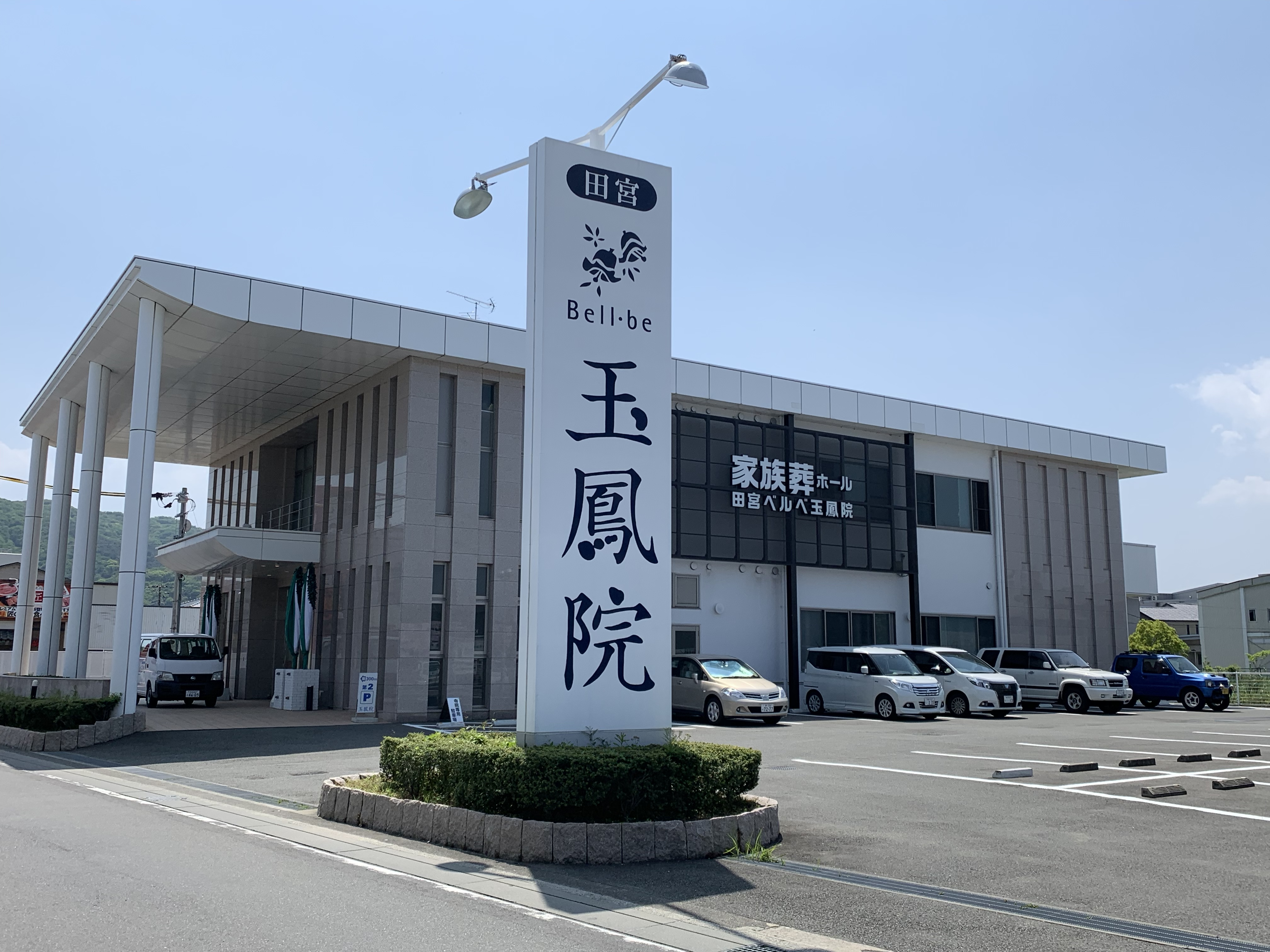
田宮ベルベ玉鳳院

ベルベ玉鳳院
- 川内ベルベ玉鳳院
  - 〒771-0142 徳島県徳島市川内町沖島569
- 田宮ベルベ玉鳳院
  - 〒770-0004 徳島県徳島市南田宮2丁目1-155-1
- 沖浜ベルベ玉鳳院
  - 〒770-8051 徳島県徳島市沖浜町南開327
- 鳴門ベルベ玉鳳院
  - 〒772-0011 徳島県鳴門市撫養町大桑島中之組118
- 松茂ベルベ玉鳳院
  - 〒771-0219 徳島県板野郡松茂町笹木野八北開拓 字八北開拓1-86
- 藍住ベルベ玉鳳院
  - 〒771-2211 徳島県板野郡藍住町徳命名田448-1
- 石井ベルベ玉鳳院
  - 〒779-3233 徳島県名西郡石井町石井石井505-13
- 鴨島ベルベ玉鳳院
  - 〒776-0004 徳島県吉野川市鴨島町中島488-7
- 小松島ベルベ玉鳳院
  - 〒773-0007 徳島県小松島市金磯町8字土手町10

ホール
- ベルべ新浜ホール
  - 〒770-8008 徳島県徳島市西新浜町2丁目3−64

喫茶店
- ベルベホール
  - 吉野川市鴨島町知恵島字中須賀西1080